# Scott Thunes

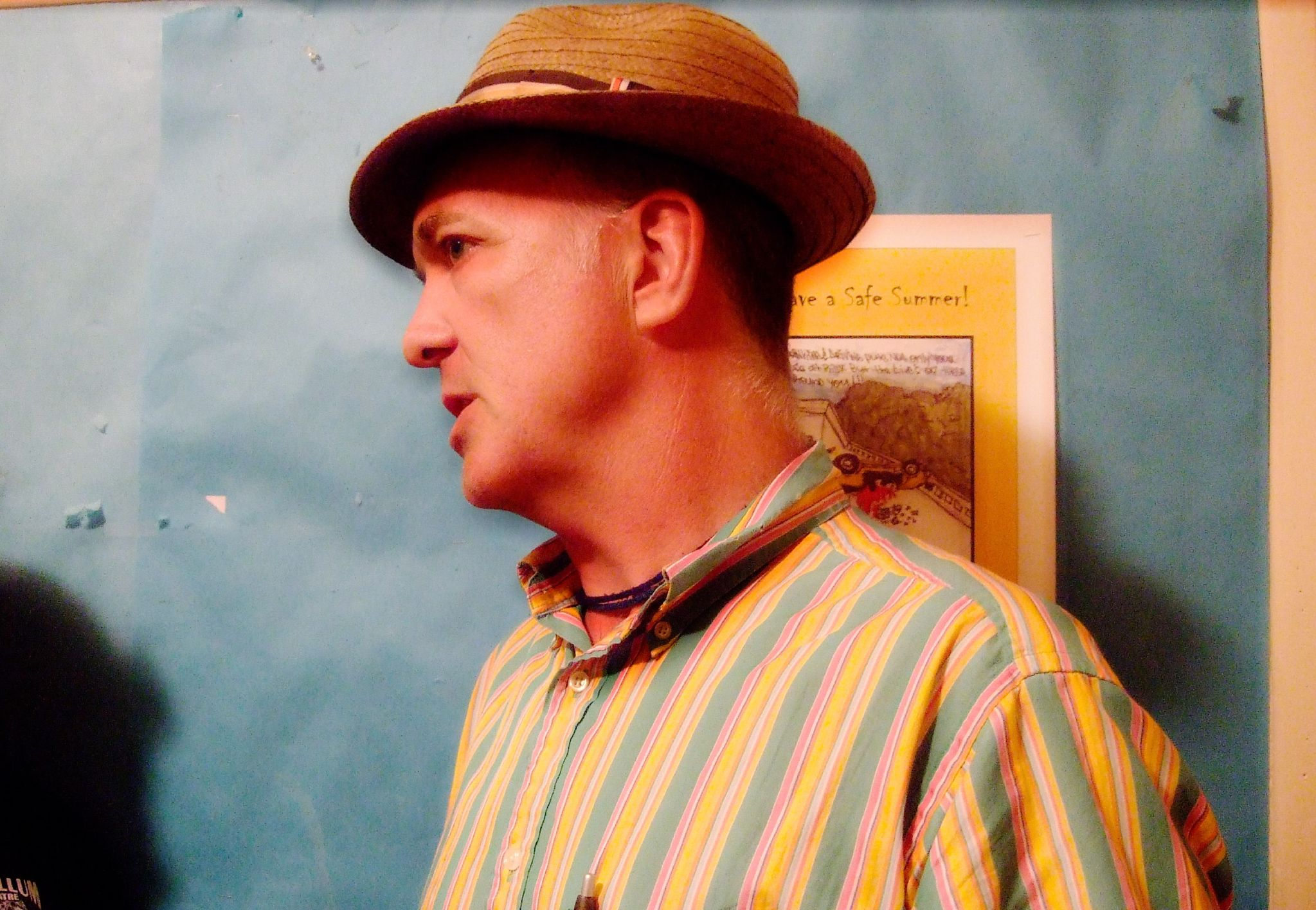
Scott Thunes, August 2007

Scott Thunes (* 20. Januar 1960 in Los Angeles) ist ein Musiker, der in den 1980er-Jahren als Bassist am E-Bass in der Band von Frank Zappa bekannt wurde. Sein Spiel ist besonders auf den Live-Alben Zappas aus dieser Zeit zu hören – neben anderen Make a Jazz Noise Here, Guitar und The Best Band you never heard in your Life.
Seit 2011 gehört Scott Thunes zur kalifornischen Band The Mother Hips.
Thunes Mutter Michele war Sekretärin am Institut für Musik des College of Martin. Thunes belegte Musikkurse und spielte in mehreren Bands, im Kammerorchester, im Chor und in einer Jazzgruppe des Colleges.
Thunes spielte mit Frank Zappa, Wayne Kramer, Steve Vai, Andy Prieboy, Mike Keneally und in Gruppen wie Fear und den Waterboys.
Der Journalist Thomas Wiktor hebt Thunes große Begabung hervor, Musiktheorie mit einer natürlichen Ausgelassenheit am Instrument zu verbinden. Dies führe zu einem melodischen, improvisierenden, emotionalen und sehr freien Spiel, das einzigartig und unnachahmlich sei.